# Emmetten
Emmetten – miejscowość i gmina w środkowej Szwajcarii, w kantonie Nidwalden. Leży nad Jeziorem Czterech Kantonów.  

## Demografia
W Emmetten mieszkają 1 592 osoby. W 2021 roku 17,7% populacji gminy stanowiły osoby urodzone poza Szwajcarią. 

## Transport
Przez teren gminy przebiega autostrada A2. 